# Elephantomyia grahami
Elephantomyia grahami är en tvåvingeart som beskrevs av Alexander 1957. Elephantomyia grahami ingår i släktet Elephantomyia och familjen småharkrankar.
Artens utbredningsområde är Zimbabwe. Inga underarter finns listade i Catalogue of Life.